# Doprava ve Spojených státech amerických

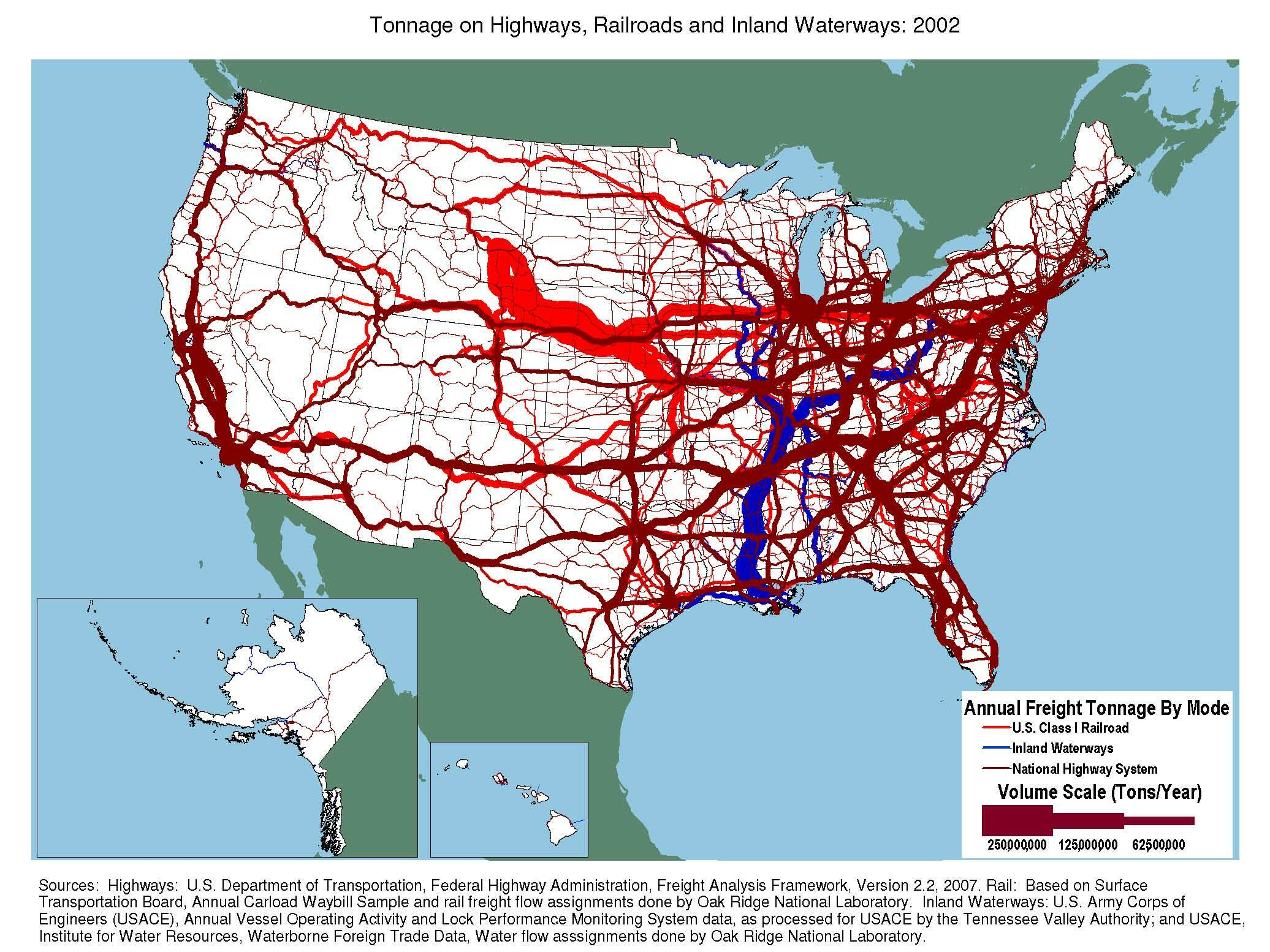
Tonáže zboží přepraveného na silnicích, železnicích a vnitrozemských vodních cestách, stav 2002

Dopravu ve Spojených státech zajišťují složky dopravy silniční, železniční, letecké a vodní. Převážná většina cestujících používá na kratší vzdálenosti automobily a na delší vzdálenosti letadla (nebo v některých oblastech železnice). Nákladní dopravu obstarávají (v sestupném pořadí) vlaky, kamiony, potrubí (produktovody) a lodě; letecká doprava se obvykle používá pouze pro zboží podléhající rychlé zkáze a pro expresní zásilky.

## Železniční doprava
Délka železničních tratí v současnosti je o třetinu kratší než v roce 1930. Železnice zabezpečují zejména přepravu surovin a potravin. Přeprava osob převažuje zejména v městských oblastech. Většinu vlaků osobní dopravy provozuje státní společnost Amtrak. Nejvíce nákladních vlaků provozují dvě největší společnosti USA Union Pacific Railroad a BNSF, které si neustále konkurují.
Jestli voliči Kalifornie v listopadu 2008 dají v referendu souhlas, začne se v tomto státě výstavba první vysokorychlostní tratě Severní Ameriky.

## Silniční doprava
Silniční doprava využívá nejrozsáhlejší silniční síť na světě. Osobní automobil je v USA preferovaným dopravním prostředkem na krátké a středně dlouhé vzdálenosti. Počet osobních aut přesahuje 140 milionů.

## Vodní doprava
Většina říčních vodních cest je ve východní části země. Nejvýznamnější jsou na Mississippi a Velkých kanadských jezerech. Námořní doprava se soustřeďuje do východních a jižních pobřežních oblastí. Největší obrat zboží má přístav Jižní Louisiana.

## Letecká doprava
Letecká doprava má prvořadý význam v přepravě osob. V přepočtu na osobokilometry značně překonává všechny ostatní druhy dopravy. Světově největší z téměř 15 tisíc letišť v USA podle počtu přepravovaných osob jsou v městech Chicago, Atlanta, Dallas a Los Angeles.
Neustále rostoucí ceny ropy však nutí zemi přehodnotit všechny dopravní systémy, jejichž závislost právě na této surovině je značná – Američané, tvořící cca 5 % světové populace, spotřebovávají čtvrtinu celosvětově vytěžené ropy a ze tří čtvrtin jsou závislí na jejím dovozu.
Přes jezero Pontchartrain, ležící na jihovýchodě státu Louisiana (severně od New Orleans), vede nejdelší most světa – Lake Pontchartrain Causeway.